# Chimitá
Chimitá es una vereda del municipio de Betulia, departamento de Santander, Colombia. Se caracteriza por su topografía quebrada (alturas entre 300 y 1800 m) y semiárida. En su zona baja la bordea el río Suárez y limita con los municipios de Girón y Zapatoca y las veredas San Jerónimo, El Centro y Unión Norte. Un producto cultivado en sus tierras durante generaciones ha sido el tabaco. La región es rica en yacimientos arqueológicos.
- Datos: Q130603655